# Adelognathus americanus
Adelognathus americanus là một loài tò vò trong họ Ichneumonidae.